# Terre Haute Federal Correctional Complex

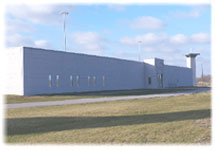
USP Terre Haute

Terre Haute Federal Correctional Complex (kurz Terre Haute FCC) ist ein Bundesgefängnis zwei Kilometer südwestlich von Terre Haute (Indiana / USA).
Er setzt sich zusammen aus
- dem FCI Terre Haute (Federal Correctional Institution), einem Gefängnis mit mittlerer Sicherheitsstufe mit angeschlossenem

- satellite prison camp für Gefangene mit niedrigster Gefährdungsstufe

und dem
- USP Terre Haute (United States Penitentiary), einem Hochsicherheitsgefängnis

Im Terre Haute FCC sind ausschließlich männliche Strafgefangene untergebracht.
Am 11. Juni 2001 wurde im USP Terre Haute an Timothy McVeigh für die Beteiligung am Bombenanschlag auf das Murrah Federal Building in Oklahoma City die Todesstrafe vollstreckt.
Am 13. Januar 2021 wurde Lisa Montgomery im USP Terre Haute mittels letaler Injektion hingerichtet. Bei dem Vollzug des Todesurteils an Lisa Montgomery handelte es sich um die erste Hinrichtung einer Frau in den Vereinigten Staaten seit 2015. Es war die erste Hinrichtung einer Frau nach US-Bundesrecht seit 1953.